# Clàmide

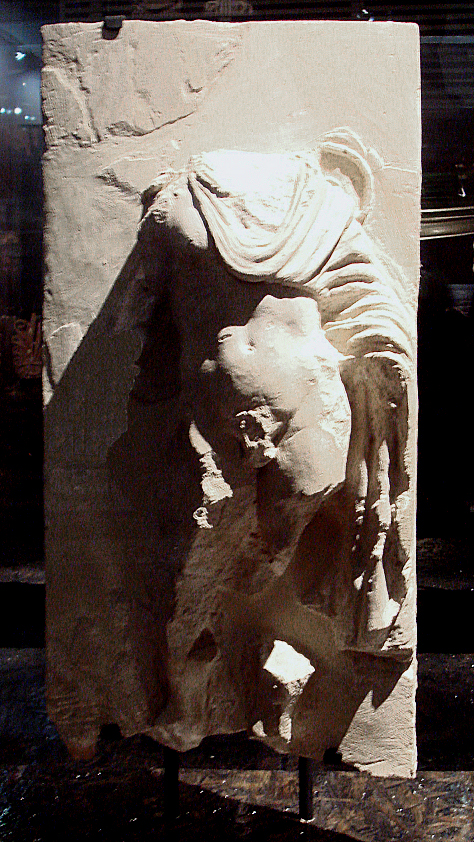
Fris d'un home vestint una clàmide. Ai-khanoum

La clàmide (χλαμΰς en grec) era una peça de vestir lleugera, feta de llana, que es vestia com a capa entre els soldats de la cavalleria i els efebs grecs entre els segles v i iii aC. Era en essència un rectangle de proporcions 2 x 1 aproximadament, amb una llargada aproximada de l'altura del seu portador. Estava feta de llana fina i solia portar una franja de color adornant els costats menors. Era usada a l'estació càlida pels soldats joves com a peça de vestir única, a excepció de les sandàlies, i cenyida amb una fíbula generalment sobre l'espatlla dreta, encara que hi ha documentació que situa la fíbula a l'espatlla esquerra, a la base del coll i fins i tot sobre l'esquena. El fet de ser una peça de roba tan lleugera sobre el cos nu fa que alguns historiadors la creguin més convenient únicament per a l'estadi, teoritzant que en situacions de campanya es podria haver portat amb una túnica sota.
Posteriorment, la clàmide va ser adoptada pels romans i va acabar derivant en el paludamentum, que es vestia sobre la cuirassa utilitzada pels comandaments militars.
La clàmide es va estendre a Roma en l'època imperial. Era més petita que l'amictus usat pels homes romans, més fina, estreta i més variada de color i susceptible de ser adornada. Era oblonga en lloc de quadrada.
Recrear una clàmide és relativament senzill usant un llençol de llit individual o tros de tela de dimensions similars o una mica més petit. Per a això, n'hi ha prou amb doblegar l'ample de la tela, i en el costat dret fixar els dos extrems a un terç des del doblec mitjançant una agulla imperdible o fermall. La forma de col·locar-se la clàmide era introduint el cap per l'obertura, fent així que el fermall quedés situat sobre l'espatlla dreta.
La clàmide va tenir continuïtat en el període romà d'Orient, i sovint era de mida molt més gran, portada de costat amb una tanca a l'espatlla, i gairebé arribava a terra per davant i per darrere.